# André Dekker
Andreas Johannes (André) Dekker (Delft, 23 augustus 1956) is een Nederlands beeldhouwer, installatiekunstenaar, schrijver en gastdocent, die sinds 1997 samenwerkt in de kunstenaarsgroep het Observatorium.

## Leven en werk
Dekker is geboren en getogen in Delft. Hij studeerde voor basisschoolleraar aan de Thomas Morus Pabo in Rotterdam.
Na zijn studie ging Dekker werken bij Goethe-Institut in Rotterdam, waar hij exposities samenstelde van met name jonge beeldend kunstenaars uit Duitsland. Als autodidact ontwikkelde hij zich verder tot beeldende kunstenaar en schrijver, en vond een werkplek in het Duende ateliercollectief in Rotterdam.
In de zomer van 1990 stelden Dekker met Lodewijk Thijssen en Maartje Berendsen het tentoonstellingsprogramma op van galerie Het Veem op de Witte de Withstraat in Rotterdam. In 1992 stelde hij een opmerkelijke groepsexpositie samen in Expo Henk, een alternatieve expositieruimte in een oude fabriek in Delfshaven. De expositie, getiteld Chimères ofwel droombeelden, toonde werk van onder andere Jan Neggers, Holger Bunk en Marc Mulders.
Samen met Ruud Reutelingsperger en Geert van de Camp exposeerde Dekker in Galerie Ziegler in Groningen in 1994 een eerste observatorium installatie in de binnenruimte van de galerie, waarbij het drietal zich als het kunstenaarsinitiatief Observatorium presenteerde. In 1997 kwam het Observatorium als maatschap van de grond, en in 2015 werden ze verstrekt door interieurarchitect Lieven Poutsma.

## Exposities, een selectie
- 1990. Duende Goepsexpositie 4 t/m 7 okt 1990, Duende ateliercollectief Rotterdam.[3]
- 1991. Theo Poel, Andre Dekker, schilderijen. Het Veen, Rotterdam.[8]
- 1993. Groepexpositie, De Pelmolen, Vlaardingen. Met werk van Allard Budding, Geert van de Camp, Paul Cox, André Dekker, Leo de Goede, Herman Lamers, Sjoukje Schaafsma, Lodewijk Thijsen, en Maja Zomer.[9]
- 1994. Observatorium installatie van André Dekker, Ruud Reutelingsperger en Geert van de Camp. Galerie Ziegler, Groningen.[6]

## Publicaties, een selectie
- André Dekker & Ove Lucas. Zeitweiliges Treffen : actuele kunst uit Frankfurt = aktuelle Kunst aus Frankfurt. Centrum Beeldende Kunst, 1988.
- André Dekker, Observatorium, Geert van de Camp, Big Pieces of Time, 010 Publishers, Rotterdam, 2010.
- André Dekker, Warten auf den Fluss, Klartext Verlag-Essen, 2011.
- André Dekker, The Green Shadow, Urbane Künste Ruhr, 2013.
- André Dekker, Zollverein Park, Walther König Verlag, 2017.
- André Dekker, Verborgen Landschap, Jap Sam Books, 2017.